# Ryan Riordon
Pour les articles homonymes, voir Riordon.
Ryan Riordon est un homme politique canadien. Il représente la circonscription de Nepisiguit à l'Assemblée législative du Nouveau-Brunswick à l'élection générale du 27 septembre 2010 jusqu'à l'élection générale du 22 septembre 2014 quand il se présente dans la nouvelle circonscription de Bathurst East-Nepisiguit-Saint-Isidore, mais qui fut défait par le libéral Denis Landry.

## Biographie
Originaire de la région de Bathurst, Riordon a poursuivi ses études secondaires au Bathurst High School avant d'entreprendre des études universitaires. Il a complété un baccalauréat en science animale et une maîtrise en nutrition des ruminants au collège agricole de la Nouvelle-Écosse. Il a pratiqué la profession de nutritionniste de bétail à l'Île-du-Prince-Édouard pendant deux ans et demi avant de se lancer en politique.